# Czerwony królik
Czerwony królik (ang. Red Rabbit) – wydana w 2002 roku powieść amerykańskiego pisarza Toma Clancy’ego. Sensacyjna fabuła koncentruje się wokół zamachu na Jana Pawła II. Jest to trzecia część cyklu o Jacku Ryanie.
Polski przekład Jana Kraśki został wydany w marcu 2003 roku przez wydawnictwo Amber.